# Maldivas nos Jogos Olímpicos de Verão de 1992
As Maldivas competiram nos Jogos Olímpicos de Verão de 1992 em Barcelona, Espanha.

## Resultados por Evento

### Atletismo
100 m masculino
- Ahmed Shageef
  - Eliminatórias — 11.36 (→ não avançou, 73º lugar)

Maratona masculina
- Hussain Hallem — 3:04.16 (→ 86º lugar)

### Natação
50 m livre masculino
- Ahmed Imthiyaz
  1. Eliminatórias – 29.27 (→ 71º lugar)

- Mohamed Rasheed
  1. Eliminatórias – 30.37 (→ 72º lugar)

100 m livre masculino
- Ahmed Imthiyaz
  1. Eliminatórias – 1:04.96 (→ 74º lugar)

- Mohamed Rasheed
  1. Eliminatórias – 1:08.12 (→ 75º lugar)